# Kladno (Pardubice)
Kladno è un comune della Repubblica Ceca facente parte del distretto di Chrudim, nella regione di Pardubice.